# Nova Lișnea, Ivanîci
Nova Lișnea (în ucraineană Нова Лішня) este un sat în comuna Stara Lișnea din raionul Ivanîci, regiunea Volînia, Ucraina.

## Demografie
Componența lingvistică a localității Nova Lișnea
     Ucraineană (97,32%)
     Rusă (1,53%)
Conform recensământului din 2001, majoritatea populației localității Nova Lișnea era vorbitoare de ucraineană (97,32%), existând în minoritate și vorbitori de rusă (1,53%).